# No Time to Die (bài hát)
"No Time to Die" là một bài hát của nữ ca sĩ người Mỹ Billie Eilish. Đây là ca khúc chủ đề cho bộ phim điện ảnh cùng tên đề tài James Bond và được phát hành thông qua Darkroom và Interscope Records vào ngày 13 tháng 2 năm 2020. Ca khúc do Eilish cùng anh trai cô là Finneas O'Connell đồng sáng tác và thu âm trong một phòng thu đặt trong phòng ngủ. Ở tuổi 18, Eilish là nghệ sĩ trẻ nhất lịch sử sáng tác và thu âm một ca khúc nhạc chủ đề James Bond.
"No Time to Die" ra mắt với ngôi vị quán quân ở cả Irish Singles Chart và UK Singles Chart, qua đó trở thành đĩa đơn quán quân đầu tiên của Eilish tại Liên hiệp Anh và giúp cô thành nghệ sĩ sinh ở thế kỉ 21 đầu tiên giành thành tích trên. Ngoài ra bài hát trở thành bài chủ đề James Bond đầu tiên của một nữ nghệ sĩ đoạt ngôi quán quân ở Anh cũng như là bài nhạc chủ đề Bond thứ hai đạt được thành tích đó.

## Bối cảnh
Tháng 1 năm 2019, Eilish dặn người quản lý của mình rằng cô muốn tham dự một dự án Bond, "nếu bất cứ phim Bond nào đến, chúng ta phải hành động". Khi cơ hội xuất hiện, bộ đôi lập tức hành động khi đặt thuê một xưởng thu nhạc, nhưng rồi họ thấy "vô cùng chán chường" và trải qua quá trình cạn ý tưởng sáng tác. Sau ngày ảm đạm trong phòng thu, cuối cùng họ đã sáng tác và thu âm một ca khúc trong chuyến đi trên xe buýt đến Texas, sau khi Finneas lúc đầu nảy ra ý tưởng về một hợp âm; chỉ trong 3 ngày ca khúc đã được họ viết nhạc và hoàn tất.
Finneas phát biểu rằng thật hữu ích khi quay lại nghe những bài nhạc chủ đề Bond cũ để đảm bảo rằng họ không sao chép hay tái tạo lại bất cứ thứ gì từng có trước đây, anh nói thêm, "có ít thứ trong sự nghiệp của bạn giàu khao khát bằng thực hiện một ca khúc Bond. Chúng tôi không nắm lấy cơ hội một cách hời hợt và đã làm hết sức có thể nhằm chứng tỏ bản thân mình." Eilish còn tiết lộ rằng chính bản thân nam diễn viên Daniel Craig có một vai trò quan trọng trong việc duyệt bản nháp các bài hát.

## Sáng tác
"No Time to Die" là một bản ballad. Ca khúc có 143 nhịp/phút và nằm trong cung Mi thứ, với thời lượng dài 4 phút 2 giây. Theo Roisin O'Connor của nhật báo The Independent, bài hát "mang những yếu tố cổ điển của một trong những bản nhạc chủ đề Bond đáng nhớ nhất, gồm có kết cấu chậm rãi; chủ đề tăm tối và ớn lạnh cùng dàn nhạc tạo cảm xúc cao trào". Cassie Da Costa của tờ The Daily Beast thì nhận xét ca khúc "mở đầu với giai điệu piano mang không khí u sầu trước khi chất giọng alto vibrato nhấn nhá kiểu pop của Eilish phát ra chậm rãi với những góc nhìn trầm cảm nhưng mơ hồ về tình yêu, sự mất mát và bạo lực." Bài hát có phần chuyển soạn dàn nhạc của Hans Zimmer cũng như Johnny Marr chơi guitar.

## Quảng bá
Eilish được công bố là nghệ sĩ thể hiện bài hát chủ đề cho bộ phim Bond thứ 25 trong nhượng quyền James Bond vào tháng 1 năm 2020, thông qua tài khoản Twitter chính thức của nhượng quyền. Eilish gọi cơ hội này là "một vinh dự lớn", còn O'Connell nói rằng họ "cảm thấy quá đỗi may mắn khi đóng một vai trò nhỏ trong một nhượng quyền huyền thoại như vậy". Đạo diễn phim Không phải lúc chết, ông Cary Joji Fukunaga tự miêu tả bản thân là người hâm mộ của bộ đôi, trong khi các nhà sản xuất là Michael G. Wilson và Barbara Broccoli thì nhận xét ca khúc "được chế tác thủ công một cách hoàn hảo". Tại lễ trao giải Oscar lần thứ 92, Eilisht cho biết bản ballad đã được "sáng tác" và "hoàn tất". Eilish lần đầu thể hiện ca khúc trực tiếp tại lễ trao giải Brit 2020 vào ngày 18 tháng 2 năm 2020.

## Đánh giá chuyên môn
Alexis Petridis của báo The Guardian chấm một bài đánh giá nhìn chung là tích cực, "'No Time to Die' là một chất liệu bổ sung tự tin và lôi cuốn cho canon nhạc chủ đề Bond." Chris Willman của tạp chí Variety thì nhận xét "'No Time to Die' là một trong những ca khúc Bond hay nhất trong vòng 25 hoặc 30 năm qua." Roisin O'Connor từ The Independent nhận định "'No Time to Die' là một trong những bài chủ đề Bond hay nhất mà chúng ta từng có trong một khoảng thời gian." Alexa Camp của Slant Magazine ví "No Time to Die" như một "ca khúc nhạc điện ảnh tăm tối và quyến rũ, phù hợp với những bản nhạc 007 từ quá khứ." Cassie Da Costa của The Daily Beast miêu tả bài hát là "không đủ trình sánh với 'Goldfinger' của Shirley Bassey [...] hay 'You Only Live Twice' của Nancy Sinatra". Cô còn viết thêm, "đây chắc chắn không phải bài hay nhất của Eilish nhưng càng về cuối, vũ trụ Bond đã hoàn toàn hài lòng với chất lượng của nó."

## Đội ngũ thực hiện
Chi tiết đội ngũ thực hiện tác phẩm lấy từ Tidal và 007.com.
- Billie Eilish – hát, sáng tác
- Finneas – sản xuất, sáng tác, bass, bộ gõ, piano, synthesizer, chuyển soạn thanh nhạc
- Stephen Lipson – sản xuất, hòa âm
- Johnny Marr – guitar
- Hans Zimmer – chuyển soạn hòa tấu
- Matt Dunkley – chuyển soạn hòa tấu
- Rob Kinelski – hòa âm
- Casey Cuayo – chỉnh âm
- Eli Heisler – chỉnh âm
- John Greenham – xử lý hậu kỳ

## Xếp hạng
| Bảng xếp hạng (2020)                   | Vị trí cao nhất |
| -------------------------------------- | --------------- |
| Úc (ARIA)                              | 4               |
| Áo (Ö3 Austria Top 40)                 | 2               |
| Bỉ (Ultratop 50 Flanders)              | 3               |
| Bỉ (Ultratop 50 Wallonia)              | 42              |
| Canada (Canadian Hot 100)              | 11              |
| Cộng hòa Séc (Singles Digitál Top 100) | 1               |
| Đan Mạch (Tracklisten)                 | 4               |
| Estonia (Eesti Ekspress)               | 1               |
| Châu Âu Euro Digital Songs (Billboard) | 1               |
| Phần Lan (Suomen virallinen lista)     | 3               |
| Pháp (SNEP)                            | 26              |
| Đức (GfK)                              | 5               |
| Hy Lạp (IFPI)                          | 3               |
| Hungary (Single Top 40)                | 1               |
| Hungary (Stream Top 40)                | 1               |
| Ireland (IRMA)                         | 1               |
| Ý (FIMI)                               | 25              |
| Nhật Bản (Japan Hot 100)               | 63              |
| Hà Lan (Dutch Top 40)                  | 17              |
| Hà Lan (Single Top 100)                | 3               |
| New Zealand (Recorded Music NZ)        | 9               |
| Na Uy (VG-lista)                       | 3               |
| Scotland (OCC)                         | 1               |
| Slovakia (Singles Digitál Top 100)     | 1               |
| Tây Ban Nha (PROMUSICAE)               | 43              |
| Thụy Điển (Sverigetopplistan)          | 3               |
| Thụy Sĩ (Schweizer Hitparade)          | 2               |
| Anh Quốc (OCC)                         | 1               |
| Hoa Kỳ Billboard Hot 100               | 16              |
| Hoa Kỳ Rolling Stone Top 100           | 4               |

## Lịch sử phát hành
| Vùng          | Ngày                | Định dạng                 | Hãng đĩa            | Chú thích     |
| ------------- | ------------------- | ------------------------- | ------------------- | ------------- |
| Nhiều nơi     | 14 tháng 2 năm 2020 | Tải kĩ thuật số streaming | Darkroom Interscope | [ 19 ] [ 51 ] |
| Úc            | 14 tháng 2 năm 2020 | Contemporary hit radio    | Universal           | [ 52 ]        |
| Ý             | 14 tháng 2 năm 2020 | Contemporary hit radio    | Universal           | [ 53 ]        |
| Liên hiệp Anh | 15 tháng 2 năm 2020 | Contemporary hit radio    | Universal           | [ 54 ]        |